# 216446 Nanshida
216446 Nanshida este o planetă minoră (asteroid) din centura de asteroizi. A fost descoperită pe 25 martie 2009 la Xuyi County⁠(d) de Observatorul de pe Muntele Purpuriu⁠(d) și a fost numită după Nanjing Normal University⁠(d). 
Obiectul prezintă o orbită caracterizată de o semiaxă mare de 3,0480513831327 UAi, o excentricitate de 0,13086963014052, o înclinație de 12,82043291219 ° în raport cu ecliptica.